# Szczepanowice (powiat krakowski)
Szczepanowice – wieś w Polsce położona w województwie małopolskim, w powiecie krakowskim, w gminie Słomniki.
W 1595 roku wieś położona w powiecie proszowskim województwa krakowskiego była własnością wojewody kijowskiego Konstantego Wasyla Ostrogskiego. W latach 1975–1998 miejscowość należała administracyjnie do województwa krakowskiego.

Integralna część miejscowości: Kolonia.
Miejscowość znajduje się na odnowionej trasie Małopolskiej Drogi św. Jakuba z Sandomierza do Tyńca, która to jest odzwierciedleniem dawnej średniowiecznej drogi do Santiago de Compostela.